# Malakal (isola)
Malakal è un'isola delle Palau, nell'Oceano Pacifico, nello Stato di Koror.

## Geografia
Malakal è circondata da barriera corallina.
L'isola è collegata alla città di Koror da un ponte.